# 洪德凱勒湖
52°28′56″N 13°15′32″E / 52.48222°N 13.25889°E

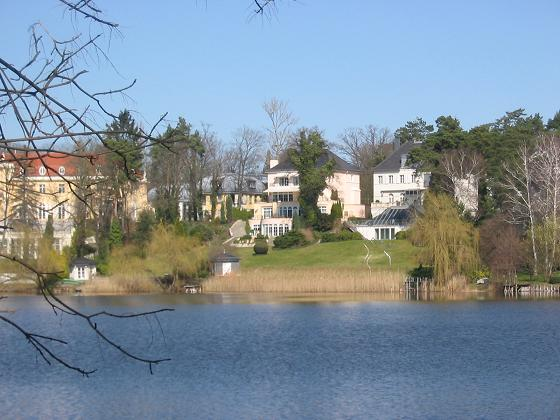

洪德凱勒湖（德語：Hundekehlesee），是德國的湖泊，位於該國首都柏林，由夏洛滕堡-維爾默斯多夫行政區負責管轄。該湖泊面積0.07平方公里，海拔高度21米。